# Brenda Fricker
Brenda Fricker (Dublín, 17 de febrer de 1945) és una actriu irlandesa.

## Filmografia
- 1964: De la servitud humana: Bit Part
- 1969: La forca pot esperar (Sinful Davey)
- 1973: High Kampf (Tv)
- 1979: The Quatermass Conclusion: Alison Thorpe
- 1979: The Music Machine: Mrs. Pearson
- 1979: Telford's Change (sèrie de TV): Pat Burton
- 1979: Bloody Kids: infermera
- 1982: The Ballroom of Romance: Bridie
- 1983: The Gathering Seed (sèrie de TV): Kitty Henshaw
- 1984: Eh Brian! It's a Whopper (sèrie de TV)
- 1985: The Woman Who Married Clark Gable: Mary
- 1985: Exploits at West Poley (TV): Tia Draycott
- 1989: My Left Foot: The Story of Christy Brown: Mrs. Brown
- 1990: The Field: Maggie McCabe
- 1991: Brides of Christ (fulletó tv): Sor Agnes
- 1991: Lethal Innocence (TV): Vinnie
- 1992: Seekers (TV): Stella Hazard
- 1992: Utz: Marta
- 1992: The Sound And The Silence (TV): Eliza
- 1992: Sol a casa 2: Perdut a Nova York (Home Alone 2: Lost in Nova York): Dona dels coloms a Central Park
- 1993: Deadly Advice: Iris Greenwood
- 1993: So I Married an Axe Murderer: May Mackenzie
- 1994: Joc d'àngels (Angels in the Outfield): Maggie Nelson
- 1994: A Man of No Importance: Lily Byrne
- 1995: A Woman of Independent Means (fulletó TV): Mare Steed
- 1995: Journey (TV): Lottie
- 1996: Moll Flanders, el coratge d'una dona (Moll Flanders): Mrs. Mazzawatti
- 1996: A Time to Kill: Ethel Twitty
- 1996: Swann: Rose Hindmarch
- 1997: Masterminds: Principal Claire Maloney
- 1998: Painted Angels: Annie Ryan
- 1998: Resurrection Man: Dorcas Kelly
- 1998: Pete's Meteor: Lily
- 1999: Relative Strangers (fulletó Tv): Maureen Lessing
- 1999: Resurrection (TV): mare de Clare
- 1999: Durango (TV): Aunt Maeve
- 2000: Cupid & Cate (TV): Willie Hendley
- 2001: The American (TV): Mrs. Bread
- 2001: The War Bride: Betty
- 2001: I Was a Rat (fulletó TV): Joan Jones
- 2002: No Tears (fulletó TV): Grainne McFadden
- 2002: Torso: The Evelyn Dick Story (TV): Alexandra MacLean
- 2002: The Intended: Mrs. Jones
- 2003: Watermelon (TV): Teresa Ryan
- 2003: Conspiracy of Silence: Annie McLaughlin
- 2003: Veronica Guerin: Bernie Guerin
- 2004: Trauma : Petra
- 2004: Call Me: The Rise and Fall of Heidi Fleiss (TV): Madame Alex
- 2004: Omagh (TV): Policia Nuala O'Loan
- 2004: Inside I'm Dancing: Eileen
- 2004: Razor Fish: Molly
- 2005: Em dic Harvey Milk: Nan
- 2005: Tara Road: Mona
- 2007: How About You
- 2007: Tancant el cercle (Closing the Ring): Àvia Reilly

## Premis
- Oscar a la millor actriu secundària 1990 pel seu paper de Mme Brown a My Left Foot de Jim Sheridan.